# Braunsapis rhodesi
Braunsapis rhodesi är en biart som först beskrevs av Cockerell 1936.  Braunsapis rhodesi ingår i släktet Braunsapis och familjen långtungebin. Inga underarter finns listade.